# Government House (Ascension)
Das Government House (deutsch Regierungshaus) ist der Sitz der Legislative bzw. Exekutive, dem Inselrat (englisch Island Council) von Ascension, einem gleichberechtigten Teil des Britischen Überseegebiets St. Helena, Ascension und Tristan da Cunha. Es steht in der Hauptstadt Georgetown.
In ihm hat auch der Administrator als höchster Verwalter der Insel seinen Sitz.